# Метициллинрезистентный золотистый стафилококк
Метициллинрезистентный золотистый стафилококк (англ. methicillin-resistant Staphylococcus aureus) — золотистый стафилококк, вызывающий сложно излечимые заболевания у людей, такие как сепсис, пневмонии. Также его называют: золотистый стафилококк со множественной лекарственной устойчивостью, или оксациллинустойчивый золотистый стафилококк. Метициллин-резистентный стафилококк — любой штамм бактерии золотистого стафилококка, который устойчив к большой группе антибиотиков — бета-лактамов (включают в себя пенициллины, цефалоспорины и карбапенемы).
Метициллин-резистентный стафилококк адаптировался к выживанию в присутствии метициллина, диклоксациллина и оксациллина. Наиболее часто именно с ним связаны внутрибольничные (нозокомиальные) инфекции. В больницах пациенты с открытыми ранами и с ослабленной иммунной системой подвергаются большему риску инфицирования, чем другие пациенты. Персонал больницы, который не соблюдает надлежащие санитарные правила, может передавать бактерии от пациента к пациенту. Посетителям с инфекцией метициллин-резистентного стафилококка рекомендуется следовать протоколу инфекционной больницы: использовать перчатки, халаты и маски при наличии показаний. Посетители, в том числе медицинские работники, которые не следуют таким протоколам, способствуют распространению бактерии в столовых, ванных комнатах, лифтах и в различных других помещениях.
Помимо внутрибольничного, с 1990-х годов выделяют бытовой метициллин-резистентный стафилококк, который не связан с традиционными факторами риска. Также вероятно бытовой метициллин-резистентный стафилококк содержит гены лейкоцидина Пантон-Валентайна, которые обуславливают повышенную вирулентность. Контроль бытового метициллин-резистентного стафилококка идентичен контролю внутрибольничной разновидности однако имеется больший выбор антибиотиков. Например, для лечения неосложненного кожного абсцесса достаточно чрескожного дренирования. При более глубоких и серьезных поражениях применяется ко-тримоксазол, клиндамицин, тетрациклин (доксициклин, миноциклин), линезолид, пока не будет установлена восприимчивость к антибиотикам. Тетрациклин не может использоваться при лечении детей младше 8 лет. При импетиго применяют локально мупироцин
Метициллин-резистентный стафилококк часто относят к возбудителям внебольничных метициллин-резистентных стафилококковых инфекций или медико-санитарносвязанных метициллин-резистентных стафилококковых инфекций, хотя это различие носит сложный характер. Первые случаи внебольничных метициллин-резистентных стафилококковых инфекций описали в середине 1990-х годов в Австралии, Новой Зеландии, Соединённых Штатах, Соединённом Королевстве, Франции, Финляндии, Канаде, особенностью было то, что заболевали люди, которые не пребывали медицинских учреждениях. Внебольничные новые штаммы метициллин-резистентного стафилококка быстро стали самой распространённой причиной кожной инфекции среди лиц, обращающихся за медицинской помощью в городских районах Соединённых Штатов. Эти штаммы также часто вызывают инфекции кожи у спортсменов, заключённых и солдат. Однако во многих случаях заболевали и дети, которые нуждались в госпитализации. От метициллин-резистентной стафилококковой инфекции умирает около 18000 американцев ежегодно.

## История
Метициллин-резистентный стафилококк был впервые зафиксирован в Великобритании в 1961 году. На территории США этот патоген впервые отмечен в 1981 году среди наркоманов, использовавших инъекционные наркотики. Позднее, в 1997 году, четыре детских смертельных случая в результате заражения метициллин-резистентным стафилококком были зарегистрированы в Миннесоте и Северной Дакоте. Имеющиеся статистические данные свидетельствуют, что стафилококковая эпидемия выходит из-под контроля. Уровень заболеваемости и смертности от данного заболевания определить трудно. По данным популяционных исследований заболеваемости, проведённых в Сан-Франциско в 2004—2005 годах, число заражений в год составило около 1300 случаев. Исследование показало, что пациенты, заразившиеся золотистым стафилококком, вынуждены проводить в стационаре в среднем втрое больше времени (14,3 дня против 4,5 дней), причём риск смертельного исхода в этом случае впятеро выше (11,2 % против 2,3 %), чем у пациентов без этой инфекции.
В научной статье 2009 года обсуждается зависимость увеличения числа случаев резистентности стафилококка в США от роста числа юристов, занимающихся медицинскими судебными делами.

## Клинические проявления
Золотистый стафилококк наиболее часто персистирует в верхних отделах носовых ходов и дыхательных путей, в открытых ранах и мочевыводящих путях. У здоровых людей заболевание может протекать бессимптомно на срок от нескольких недель до многих лет. У пациентов с нарушением иммунной системы в значительной степени более высокий риск симптоматической инфекции.
Были приняты дополнительные санитарные меры для тех, кто находится в контакте с инфицированными людьми: родные, медицинский персонал. Они признаны эффективными в деле минимизации распространения инфекции в больницах Соединённых Штатов, Дании, Финляндии и Нидерландов.
Наблюдается существенное прогрессирование инфекционного процесса в течение 24—48 часов после первоначальных актуальных симптомов. По истечении 72 часов бактерии могут проникнуть в ткани человека и приобрести устойчивость к действию лекарственных веществ. Первоначально появляются маленькие красные шишки, которые напоминают прыщи, укусы пауков, что может сопровождаться лихорадкой, иногда сыпью. Через несколько дней шишки становятся крупнее, более болезненными, и могут быть заполнены гноем. Около 75 % метициллин-резистентных стафилококков локализованы на коже, мягких тканях и могут подвергаться эффективному лечению. Однако штаммы обладают повышенной вирулентностью и вызывают болезни более серьёзные, чем традиционные стафилококковые инфекции. Могут влиять на жизненно важные органы и привести к широкому распространению инфекции (сепсис), синдрому токсического шока и некротической пневмонии. Считается, что это связано с токсинами штаммов. Неизвестно, почему у некоторых здоровых людей развиваются инфекции кожи, которые поддаются лечению, а у других инфицированных с тем же штаммом развивается тяжёлая инфекция, которая может заканчиваться смертельным исходом.
Наиболее распространёнными проявлениями являются кожные инфекции, некротический фасциит, пиомиозит, некротические пневмонии, инфекционный эндокардит (который влияет на клапаны сердца). Часто инфекция приводит к образованию абсцессов, что требует хирургического вмешательства.

## Группы риска
К группе повышенного риска относятся:
- Люди с ослабленной иммунной системой (люди с ВИЧ-инфекцией/СПИД, больные раком, пациенты после пересадки органов, тяжёлые астматики и т. д.);
- Больные сахарным диабетом;
- Люди, использующие инъекционные наркотики;
- Пациенты, принимающие антибиотики хинолоны;
- Дети;
- Пожилые люди;
- Студенты, проживающие в общежитиях;
- Лица, находящиеся или работающие в медицинских учреждениях в течение длительного периода времени;
- Люди, которые проводят время в прибрежных водах, на пляжах;
- Люди, которые проводят время в замкнутом пространстве с другими людьми, в том числе заключённые, солдаты, спортсмены.

Стафилококковые инфекции наблюдаются в основном в больницах и медицинских учреждениях, в домах престарелых. Однако, инфекция может быть и за пределами больниц — в закрытых системах, таких как тюрьмы, при постоянном приёме новых заключённых, как правило, с плохим состоянием здоровья и не соблюдающих правила личной гигиены. Случаи инфицирования увеличились в животноводстве — в основном заболевают свиньи, а также крупный рогатый скот и птицы, от которых возбудитель может передаваться людям. В США было увеличение числа сообщений о вспышках инфекции, передающейся через кожу в раздевалках и спортивных залах, даже среди здорового населения. Также метициллин-резистентная стафилококковая инфекция становится проблемой в педиатрии.

## Профилактика и контроль за инфекцией
1. Скрининговая система
2. Дезинфекция поверхностей — этиловый спирт оказался эффективным дезинфицирующим средством. Чтобы продлить действие дезинфекции в сочетании с этиловым спиртом может быть использован четвертичный аммоний. В медицинских учреждениях метициллин-резистентный стафилококк может выжить на поверхностях, на одежде медицинских работников. Полная санитарная обработка поверхности необходима в палатах, процедурных.
3. Соблюдение правил личной гигиены
4. Изоляция больных с подозрением (или подтверждением) на инфицирование золотистым стафилококком
5. Ограниченное и рациональное использование антибиотиков

## Лабораторная диагностика
Выявление вспышек метициллин-резистентной стафилококковой инфекции проводится диагностическими микробиологическими и референтными лабораториями. Существуют экспресс-методы, позволяющие определить вид и охарактеризовать штамм возбудителя. Такие методы как ПЦР в реальном времени или количественная ПЦР всё чаще применяются в клинических лабораториях для быстрого обнаружения и идентификации штаммов метициллин-резистентного стафилококка.
Другой широко используемый лабораторный тест — это тест латекс-агглютинации, позволяющий определить β-лактам-резистентный пенициллин-связывающий белок PBP2a, который придаёт золотистому стафилококку устойчивость к метициллину и оксациллину.